# (31696) Rohitmital
1999 JF33 (asteroide 31696) é um asteroide da cintura principal. Possui uma excentricidade de 0.06157820 e uma inclinação de 3.05798º.
Este asteroide foi descoberto no dia 10 de maio de 1999 por LINEAR em Socorro.